# 謝爾卡亞鄉

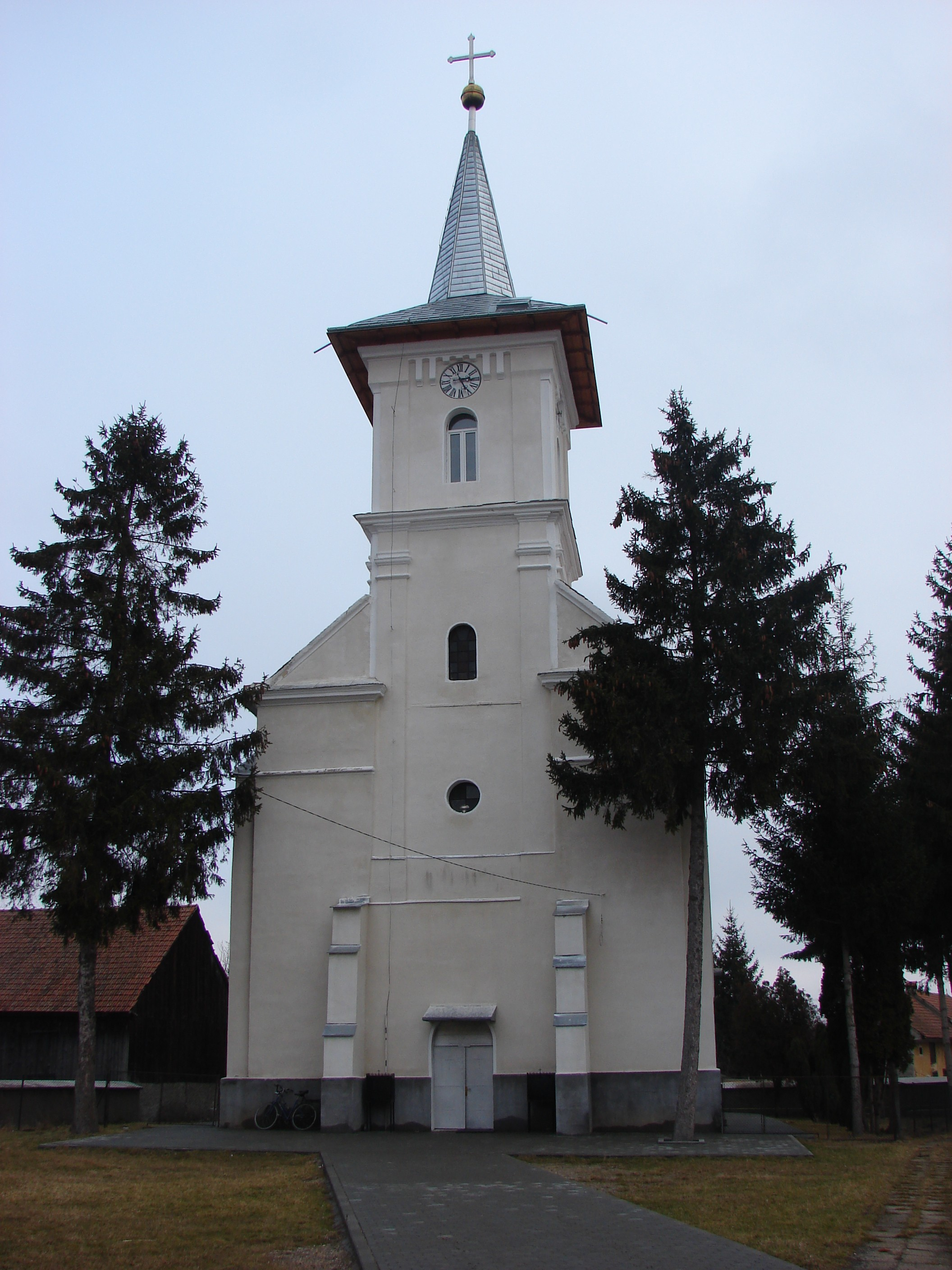

45°50′N 25°08′E / 45.833°N 25.133°E
謝爾卡亞鄉（羅馬尼亞語：Comuna Șercaia, Brașov），是羅馬尼亞的鄉份，位於該國中部，由布拉索夫縣負責管轄，面積93平方公里，海拔高度447米，2007年人口3,116，人口密度每平方公里34人。